# Natriumarsenid
Natriumarsenid ist eine anorganische chemische Verbindung des Natriums aus der Gruppe der Arsenide. Neben Na3As sind noch weitere Natriumarsenide wie NaAs bekannt.

## Gewinnung und Darstellung
Natriumarsenid kann durch Reaktion von Natriumdampf mit Arsen bei 180 bis 200 °C gewonnen werden.
{\displaystyle \mathrm {3\ Na+As\longrightarrow Na_{3}As} }

## Eigenschaften
Natriumarsenid ist ein braun-violetter Feststoff. Er besitzt eine hexagonale Kristallstruktur mit der Raumgruppe P63/mmc (Raumgruppen-Nr. 194) und den Gitterparametern a =4,874 Å und c = 8,515 Å. Die Struktur enthält zwei kristallographisch verschiedene Na-Atome; eines ist trigonal-planar von As-Atomen umgeben, das andere tetraedrisch. Andere Literaturquellen berichten von einer Struktur vom Anti-Tysonit-Typ mit der P63cm (Nr. 185). Bei Kontakt mit Wasser bildet sich Arsenwasserstoff.
{\displaystyle \mathrm {Na_{3}As+3\ H_{2}O\longrightarrow 3\ NaOH+H_{3}As} }